# Coppa Italia Primavera 1972-1973
La Coppa Italia Primavera 1972-1973 è stata la prima edizione del torneo riservato alle squadre giovanili iscritte al Campionato Primavera.
La vittoria finale è andata all'Inter per la prima volta nella sua storia.